# Fröndenberg/Ruhr
Fröndenberg/Ruhr ['fʀœndn̩ˌbɛʁk]) − miasto w Niemczech, nad rzeką Ruhrą, położone w kraju związkowym Nadrenia Północna-Westfalia, w rejencji Arnsberg, w powiecie Unna. Leży ok. 10 km od Unny. W 2010 roku liczyło 21 915 mieszkańców.

## Współpraca
Miejscowości partnerskie:
- , Bruay-la-Buissière, Francja
- , Hartha, Saksonia
- , Winschoten, Holandia

## Galeria

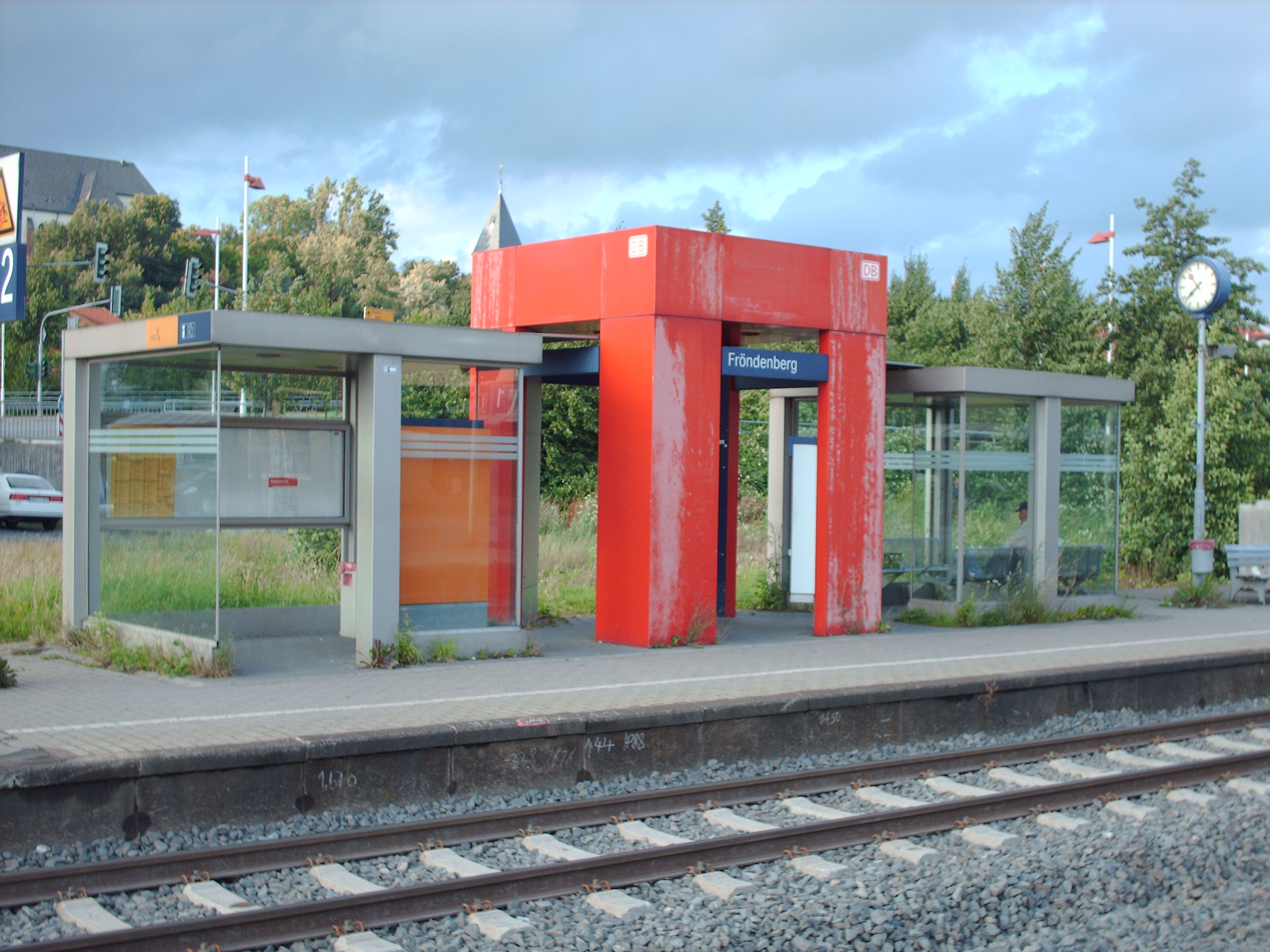
Stacja kolejowa
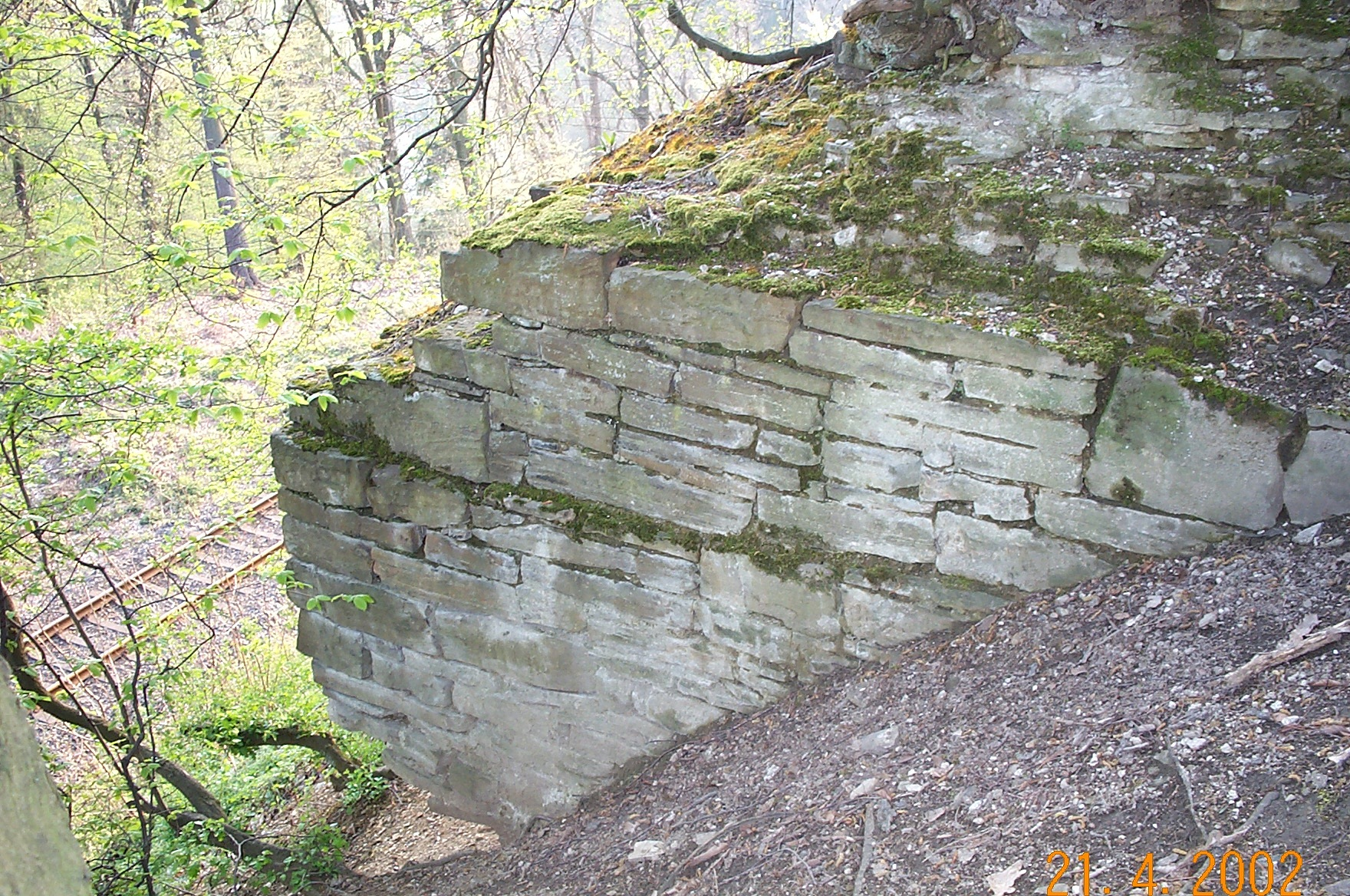
Ruiny zamku Ardey
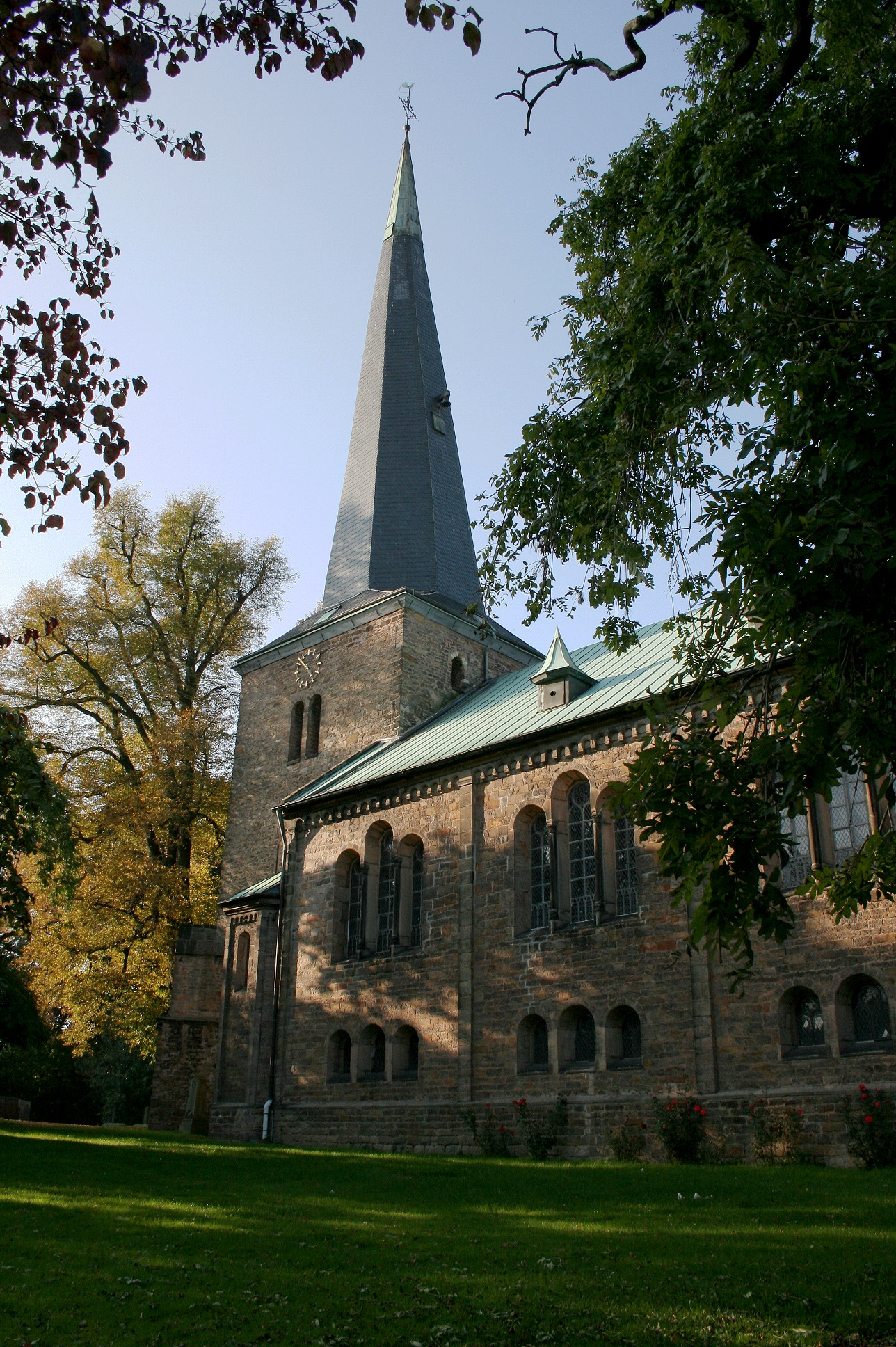
Kościół ewangelicki
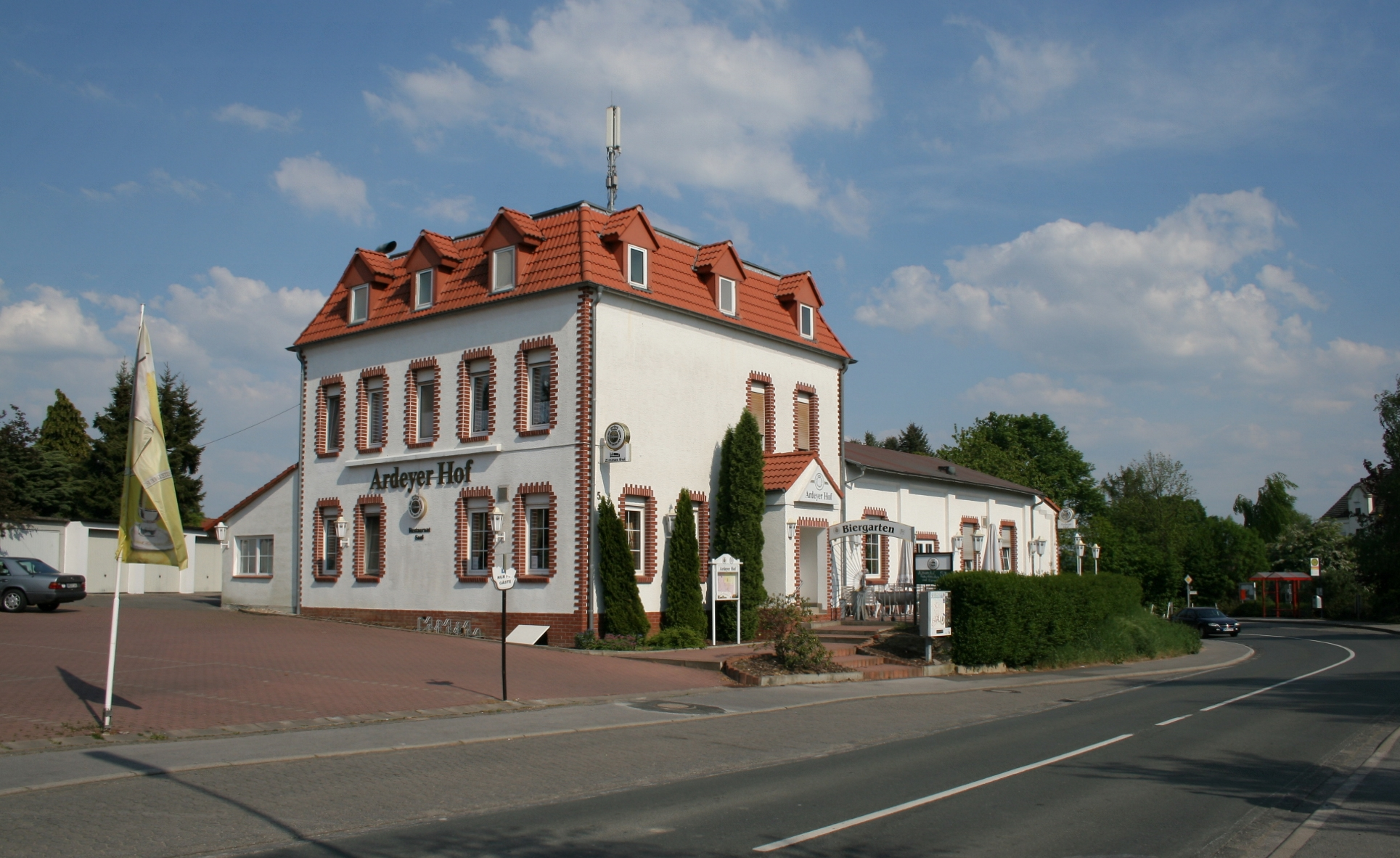
Zabudowa miasta